# Gretchka
Grétchka (em russo:  Гре́чка, pronúncia russa: ['grʲet͡ɕkə] nascida Anastasía Ivanóva, em russo:  Анастаси́я Ивано́ва, pronúncia russa: [ɐnəstɐˈsʲijə ivəˈnovə] em 1 de março de 2000, Kingsepp, Rússia), também conhecida como Grechka, é uma cantora, musicista e compositora russa.

## Biografia
Anastasia Ivanova nasceu em 1 de março de 2000, na cidade de Kingsepp, no oblast de Leningrado. Aos doze anos de idade, recebeu uma guitarra de sua mãe. Em poucos anos, começou a se apresentar nas ruas de sua cidade natal, no seu repertório, encontrava-se covers de Valentin Strykalo. De outubro de 2016 a abril de 2017, gravou e postou três álbuns com suas músicas no VK.
Aos 17 anos, Grechka mudou-se para São Petersburgo a fim de estudar recursos hídricos. De início, Grechka também tentou cantar nas ruas, mas posteriormente, começou a se apresentar no clube Ionoteka. O criador do clube, Aleksander Ionov, produziu o disco de estreia de Grechka, Zviody Tolko Nochiu, que contava com um arranjo de apenas bateria e baixo. Em 27 de Dezembro de 2017, o álbum foi disponibilizado no grupo do VK da cantora. Em Janeiro, Afisha Daily chamou Grechka de "revelação musical de 2018".
Em fevereiro de 2018, Grechka abriu para o grupo Poshlaia Molli, e em março participou do talk-show Vechernii Ugrant, tocando a música Liubi Menia, Liubi.
Em 4 de Abril de 2018, Grechka tocou a música Liubi Menya, Liubi (com participação do grupo Otpetye Moshenniki), junto com músicos de rua de São Petersburgo, próximo ao centro comercial "Galereia", em Ligovsky. O vídeo foi disponibilizado no seu canal no YouTube.
Em Junho de 2018, Grechka participou dos festivais Bol e Stereoleto.
Em Agosto de 2018, participou do festival de rock de "Nashestvie" 2018.

## Discografia
- 2017 - Zviody Tolko Nochiu
  - Mama prosti
  - Vy Zhalkie
  - Podrostki
  - Vsiu Grust
  - Skorostnoi marafon
  - Tebe vsio ravno na menia
  - Podrujki-nakromanki
  - Liubi menia liubi
  - Odnajdy vse my postareem
- 2018 - Nedokasaemost
  - Animeshnitsa
  - Kriki
  - Kajduiu sekundu
  - Leto